# Runtuna församling
Runtuna församling var en församling i Strängnäs stift och i Nyköpings kommun i Södermanlands län. Församlingen uppgick 2002 i Rönö församling.

## Administrativ historik
Församlingen har medeltida ursprung.
Församlingen var till 1596 moderförsamling i pastoratet Runtuna och Spelvik för att därefter till 1 maj 1934 utgöra ett eget pastorat. Från 1 maj 1934 var den moderförsamling i pastoratet Runtuna, Ripsa och Lid, från 1962 till 1992 moderförsamling i pastoratet Runtuna, Ripsa, Lid, Ludgo, Spelvik och Råby-Rönö, från 1992 till 1995 moderförsamling i pastoratet Runtuna, Ripsa, Lid, Ludgo-Spelvik och Råby-Rönö och från 1995 till 2002 moderförsamling i pastoratet Runtuna, Råby-Ripsa, Lid och Ludgo-Spelvik. Församlingen uppgick 2002 i Rönö församling.

## Klockare och organister
| Ämbetstid | Namn                  | Levnadstid | Övrigt                |
| --------- | --------------------- | ---------- | --------------------- |
| 1720-1726 | Erik Olsson           |            | Klockare              |
| 1718-1720 | Petter Wennerström    |            | Organist              |
| 1730      | Anders Ersson         |            | Klockare              |
| 1730-1734 | Petter Hollen         |            | Organist              |
| 1734-1736 | Petter Lindgren       |            | Organist              |
| 1738      | Anders Åkerman        |            | Organist              |
| 1744      | Erik Jansson          |            | Klockare              |
| 1740-1788 | Anders Ekerman        | 1709-1788  | Organist och klockare |
| 1790      | Törnqvist             |            | Organist              |
| 1790      | Erik Persson Öhrström | 1749-      | Klockare              |
| 1819-1854 | Olof Zedell           | 1797-1854  | Organist och klockare |
| 1855-1870 | August Andersson      | 1830-1903  | Organist och klockare |

## Kyrkor
- Runtuna kyrka